# Пирин (1934)
Вижте пояснителната страница за други значения на Пирин.
„Пирин“ с подзаглавие Издание на Банската студентска корпорация „Пирин“ е български вестник, излязъл в единствен брой на 1 юли 1934 година в София.
Печата се в печатница „П. К. Овчаров“ в 2000 броя тираж. Вестникът е туристически и съдържа описания на Банско, Пирин и неговите хижи.